# Cadenazzo
Cadenazzo est une commune suisse du canton du Tessin, située dans le district de Bellinzone.

Vue aérienne (1964).

## Personnalités nées à Cadenazzo
- Fulvio Caccia (1942-), personnalité politique membre du législatif et de l'exécutif de Cadenazzo.
- Fiorenzo Lafranchi (1957-1995), éditeur suisse.